# Ittenthal

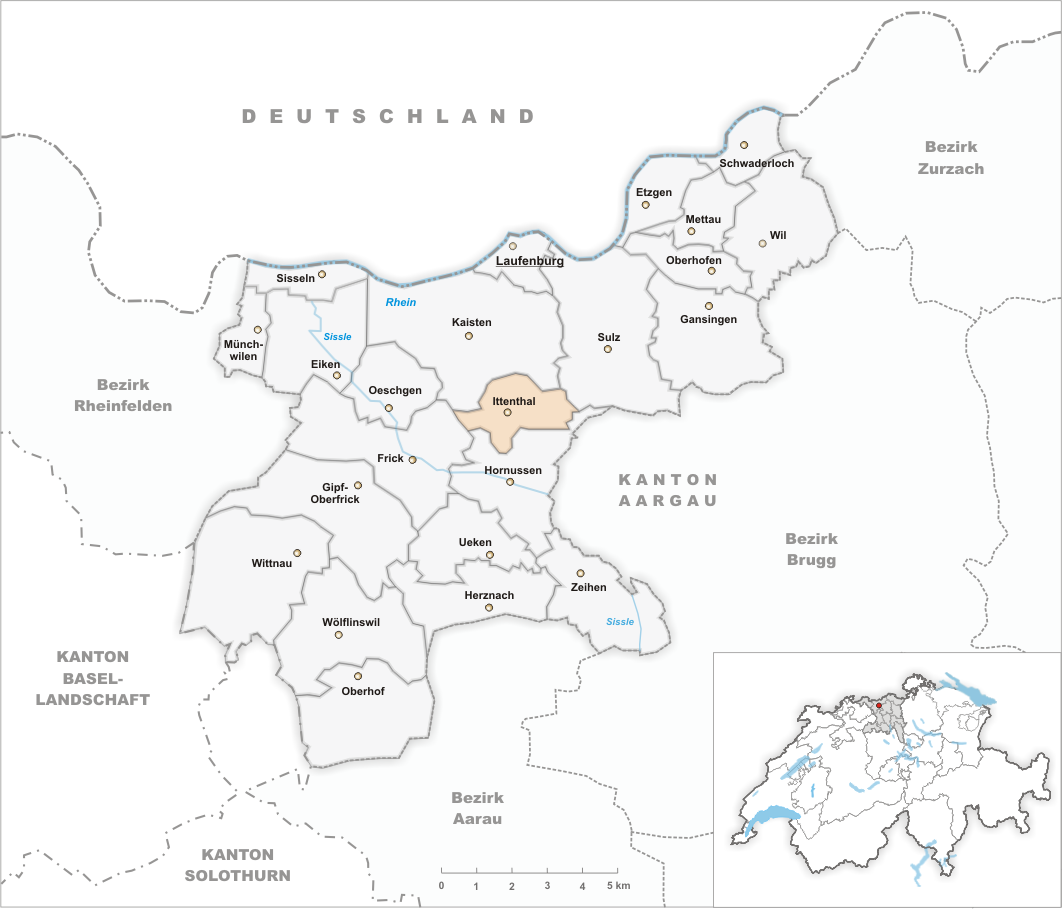
Gemeindestand vor der Fusion am 1. Januar 2010

Ittenthal (schweizerdeutsch: ˈytlətə) ist ein Dorf im Schweizer Kanton Aargau. Es liegt im Nordosten der Region Fricktal, knapp fünf Kilometer von der Grenze zu Deutschland entfernt. Bis Ende 2009 war Ittenthal eine eigenständige Einwohnergemeinde im Bezirk Laufenburg, seither gehört es zur Gemeinde Kaisten.

## Geographie

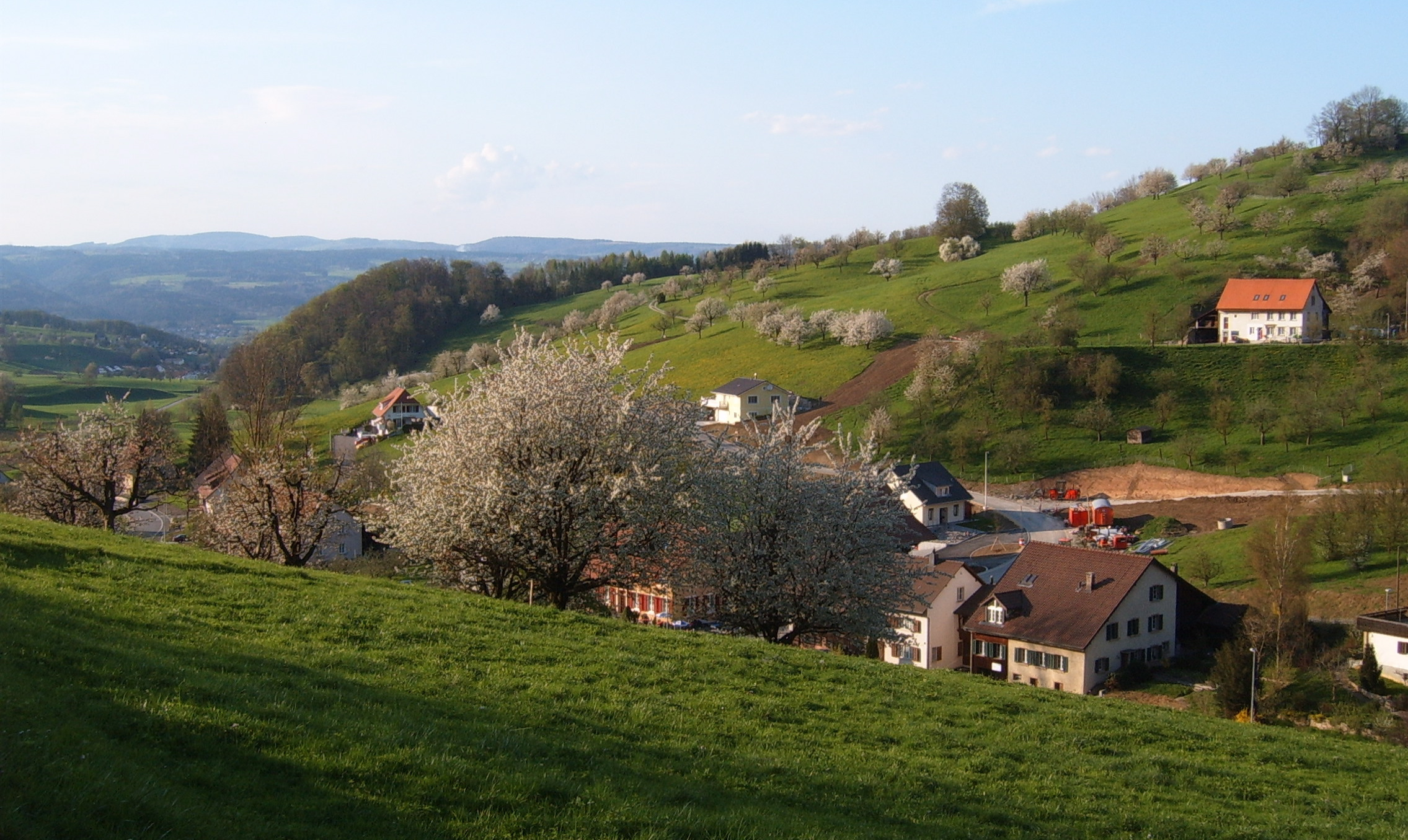
Ittenthal im Frühling

Das kleinste Dorf des Fricktals liegt in einer Mulde am oberen Ende eines kleinen Seitentals. Das Tal öffnet sich gegen Norden zum Rheintal und ist auf drei Seiten von Hügeln des Tafeljuras umschlossen. Im Westen liegt der Frickberg (650 m ü. M.), im Süden das Moos (622 m ü. M.) und im Osten der Schinberg (722 m ü. M.). Der Frickberg und das Moos ragen im unteren Bereich steil auf und gehen im oberen Bereich in flach geneigte Ebenen über (die Gemeindegrenze folgte dabei der Geländekante). Der Schinberg hingegen ist mit seinem schmalen Grat eher untypisch für diese Gegend und ähnelt mehr einem Hügel des Faltenjuras.
Die Fläche des ehemaligen Gemeindegebiets betrug 389 Hektaren, davon waren 169 Hektaren bewaldet und 14 Hektaren überbaut. Der höchste Punkt lag auf 722 Metern auf dem Gipfel des Schinbergs, der tiefste auf 370 Metern an der nördlichen Gemeindegrenze. Nachbargemeinden waren Kaisten im Norden, Sulz im Osten, Hornussen im Süden und Frick im Westen.

## Geschichte
Die erste urkundliche Erwähnung von Utendal erfolgte im Jahr 1297. Der Ortsname lässt sich vom althochdeutschen Uttintale ableiten und bedeutet «Tal des Utto». Grösster Grundbesitzer war das adlige Damenstift Säckingen, das auch die niedere Gerichtsbarkeit ausübte. Die Landesherrschaft lag bis 1386 bei den Grafen von Habsburg-Laufenburg und ging dann an die ältere Linie der Habsburger über. Diese verpfändeten nach dem Waldshuterkrieg von 1468 das gesamte Fricktal an Burgund. Als die Burgunder von den Eidgenossen während der Burgunderkriege vernichtend geschlagen worden waren, kam Ittenthal 1477 wieder unter österreichische Herrschaft.
Nach der Reichsreform des  Kaisers Maximilian I. im Jahr 1491 gehörte Ittenthal zu Vorderösterreich und war Teil der Kameralherrschaft Laufenburg. Im 17. Jahrhundert gab es kaum längere Friedenszeiten. Der Rappenkrieg, ein Bauernaufstand, dauerte von 1612 bis 1614. Der Dreissigjährige Krieg, der zwischen 1633 und 1638 auch das Fricktal erfasste, warf das Dorf in seiner wirtschaftlichen Entwicklung zurück. Auch während des Pfälzischen Erbfolgekriegs (1688–1697) zogen fremde Truppen durch die Region. Im 18. Jahrhundert wanderten im Rahmen der österreichischen Migrationspolitik dreissig Familien in das Banat (heute zu Rumänien) aus, wo sie sich zusammen mit anderen Fricktalern sowie Hotzenwäldern in Saderlach niederliessen.
1797 wurde das Fricktal nach dem Frieden von Campo Formio ein französisches Protektorat. Während des Zweiten Koalitionskrieges verlief hier die Frontlinie zwischen den Armeen Frankreichs und Österreichs. Am 20. Februar 1802 wurde Ittenthal eine Gemeinde im Distrikt Laufenburg des Kantons Fricktal, der sich im August der Helvetischen Republik anschloss; damit war Ittenthal schweizerisch geworden. Seit dem 19. März 1803 gehörte die Gemeinde zum Kanton Aargau.
Im Jahr 1870 zählte die Gemeinde noch 291 Einwohner, diese Zahl verringerte sich in den folgenden hundert Jahren wegen anhaltender Auswanderung jedoch um einen Drittel. Im 19. Jahrhundert wurde in einem Steinbruch Sandstein abgebaut. Zwischen 1924 und 1926 lösten sich am westlichen Hang des Schinbergs grosse Erdmassen und rutschten ins Tal hinunter; dabei wurden vier Hektaren Wald und zehn Hektaren Wiesland zerstört. Später konnte der Hang durch Aufforstung wieder stabilisiert werden. Bis heute ist Ittenthal ein landwirtschaftlich geprägtes Dorf geblieben; Industrie und Gewerbe fehlen.
Am 1. Januar 2010 wurde Ittenthal mit der Nachbargemeinde Kaisten fusioniert. Nachdem im November 2008 die Gemeindeversammlungen einen entsprechenden Beschluss gefasst hatten, wurde dieser Entscheid am 8. Februar 2009 an der Urne bestätigt. In Ittenthal sprachen sich 171 Stimmberechtigte für die Fusion aus, 82 dagegen.

## Wappen
Die Blasonierung des ehemaligen Gemeinde- und heutigen Dorfwappens lautet: «In Blau der obere Teil eines Lilienstabes mit weisser Lilie auf gelbem, mit vier gelben Blättern bestandenem Stängel, beseitet von zwei sechsstrahligen gelben Sternen.» Bis 1949 besass die Gemeinde kein eigenes Wappen. Nach der Anfertigung von 35 Entwürfen einigte sich die Gemeindeversammlung auf den Lilienstab, das Symbol des heiligen Josef, der zugleich Schutzpatron der Kapelle ist. Die Sterne symbolisieren die Vermählung mit Maria.

## Bevölkerung
Bevölkerungsentwicklung:
| Jahr      | 1803 | 1850 | 1900 | 1930 | 1950 | 1960 | 1970 | 1980 | 1990 | 2000 |
| Einwohner | 171  | 265  | 217  | 244  | 221  | 196  | 186  | 200  | 213  | 222  |

Am 31. Dezember 2008 lebten 218 Menschen in Ittenthal, davon waren lediglich zehn Ausländer. Bei der Volkszählung 2000 waren 64,4 % römisch-katholisch und 23,0 % reformiert; 1,8 % gehörten anderen Glaubensrichtungen an. 98,2 % bezeichneten Deutsch als ihre Hauptsprache.

## Verkehr
Ittenthal liegt abseits des Durchgangsverkehrs und wird von Kaisten aus durch die Kantonsstrasse 464 erschlossen. Der Anschluss an das Netz des öffentlichen Verkehrs erfolgt durch eine Postautolinie zum Bahnhof Laufenburg.